# Air Burundi
Air Burundi foi uma companhia aérea do Burundi.
Em seu auge, a companhia aérea operava serviços regulares de passageiros regionais para Ruanda, Tanzânia e Uganda, com sua base principal no Aeroporto Internacional de Bujumbura, e sede em Bujumbura.

## Destinos
Até que as operações fossem suspensas, a Air Burundi operava serviços internacionais regulares para os seguintes destinos:
|  | Hubs               |
|  | Futuro             |
|  | Terminado/Suspenso |

## Assuntos corporativos

### Propriedade
A Air Burundi, que tinha sua sede em Bujumbura, era de propriedade integral do governo de Burundi.
Os pretendentes anteriores da Air Burundi teriam incluído o Fundo Aga Khan para o Desenvolvimento Económico (FAKPDE), que por sua vez detém o Grupo Celestair que inclui a Air Uganda, Air Mali e Air Burkina Faso, e vários investidores chineses; No entanto, nenhuma proposta deu frutos, e a opinião era de que quaisquer potenciais investidores em uma Air Burundi privatizada estariam "cautelosos com a falta de uma estrutura legal robusta e clara que defina especificamente as atividades e funções da empresa".